# Sông Bát Chưởng
Bát Chưởng (tiếng Trung: 八掌溪; bính âm: Bāzhǎng Xī; Wade–Giles: Pā-chǎng Hsī, Bát Chưởng khê) là một dòng sông tại Đài Loan. Sông là ranh giới tự nhiên giữa Đài Nam và Gia Nghĩa. Sông khởi nguồn tại hồ Phấn Khởi trên dãy núi A Lý Sơn có độ cao 1940 mét so với mực nước biển. Dòng sông được người Nhật đổi tên thành Bát Chưởng từ năm 1926.

## Phụ lưu
- Bát Chưởng：huyện Gia Nghĩa, Đài Nam, thánh phố Gia Nghĩa - 80,86 km
  - Đầu Tiền：Thủy Thượng, Gia Nghĩa; Bạch Hà, Đài Nam; Trung Phố, Gia Nghĩa
  - Xích Lan：Thủy Thượng & Trung Phố, Gia Nghĩa
    - Vân Thủy：Thủy Thượng & Trung Phố, Gia Nghĩa
      - Thạch Long：Trung Phố, Gia Nghĩa
        - Tiêm Sơn：Trung Phố, Gia Nghĩa
        - Tiêu Tử Hồ：Trung Phố, Gia Nghĩa

      - Đống Tử Cước：Trung Phố, Gia Nghĩa
      - Đại Hồ Để：Trung Phố, Gia Nghĩa

    - Hậu Khanh Tử：Trung Phố, Gia Nghĩa
    - Loan Đàm：Trung Phố, Gia Nghĩa
    - Đông Cước：Trung Phố, Gia Nghĩa

  - Độc Tọa：Phiên Lộ, Gia Nghĩa
  - Giang Mỗ：Phan Lộ, Gia Nghĩa